# Djursholms Tidning
Djursholms Tidning var en moderat dagstidning med utgivning en gång i veckan, gavs ut i Stockholm åren 1895 till 1957. 1952 slogs tidningen ihop med Roslagsposten och sedan ingick Roslagsposten i titeln.

## Historia och redaktion
Tidningen började ges ut 1895. Redaktionsorten var hela tiden Stockholm och ansvariga utgivare och redaktörer framgår av tabell nedan. Tidningen var under hela sin utgivning konservativ moderat. 5 oktober 1952 går tidningen ihop med Roslagsposen.
| Period                 | Ansvarig utgivare            | Titel      | Period                 | Redaktör         | Titel |
| 1895-11-13--1913-11-11 | Hirsch, Julius               | redaktören | 1900-01-05--1913-11-28 | Hirsch, Julius   |       |
| 1913-11-12--1936-02-28 | Fischer, Jakob               | redaktören | 1913-12-05--1936-02-21 | Fischer, J.      |       |
| 1936-02-29--1940-02-08 | Ahlbin, Gustaf Henrik Gunnar | redaktören | 1936-02-28--1937-10-29 | Kessler, Sven    |       |
| 1940-02-09--1940-04-26 | Stomberg, Sten               | redaktören | 1937-11-05--1940-04-19 | Stomberg, Sten   |       |
| 1940-04-27--1950-06-29 | Kessler, Sven Erik           | redaktören | 1940-04-26--1945-09-   | Kessler, Sven    |       |
| 1950-06-30--1957-10-18 | Hermansson, Bror             |            | 1945-10-05--1957-10-18 | Hermansson, Bror |       |

## Tryckning, pris och upplaga
Tidningen trycktes i vanligt dagstidningsformat i endast svart hela utgivningstiden. Typsnittet var antikva. Tidningen hade 4 sidor till 1955 då det blev 6 sidor. Till 1898 var utgivningsdagen lördagar men sedan var det fredagar till tidningen upphörde. Tidningen var billig och kostade 3 kr i början och sista åren 12 kr i helårsprenumeration.1900-1904 trycktes tidningen hos Gullberg & Hallberg i Stockholm, 1904-1906 hos Tryckeriaktiebolaget Svea i Stockholm. 1906 i mars tog Stockholms bokindustriaktiebolags boktryckeri över tryckningen i två år. Från mars 1908 till juni 1910 trycktes tidningen av Gustafson & Påhlsons boktryckeri i Stockholm. Juni 1910 till november 1913  var det C. P. Påhlsons boktryckeri som levererade trycksvärtan. En vecka i november 1913 återkom Stockholms bokindustriaktiebolag tillfälligt som tryckare men sedan tog Svenska Dagbladets tryckeri över 1913 till tidningens nedläggning 18 oktober 1957. Upplagan för tidningen var liten 393 1914, i slutet av 1920-talet var den på maximum med över 1100 prenumeranter vilket reducerades till 900 1933. För resten av utgivningstiden saknas upplagesiffror.